# Susannah Holmesová-Deanová
Susannah Holmesová-Deanová z New Yorku je jedna z hlavních postav fantasy série Temná věž Stephena Kinga.
Susannah je „hnědá holka“ skládající se postupně ze tří postav: Odetty Holmesové, Detty Walkerové a Miy, dcery nikoho. Když ji Roland jakožto Paní stínů vysvobodil z New Yorku roku 1964, byla rozvětvená na hodnou Odettu a samozřejmě zlou Dettu. Nakonec Odetta vlastní silou přemohla schizofrenii a tím zavrhla i Dettu a z Odetty se stává Susannah (Roland svádí na Ka, že má jméno podobné jeho první – a zároveň poslední – lásce Susan Delgadové z Mejisu). V dětství  na Odettu zaútočil Jack Mort, člověk, který jí o několik let později v New Yorku hodil pod vlak a tím způsobil Odettě vážné zranění (vlak ji přejel obě nohy, které lékaři amputovali). Ve Středosvětě se Susannah stane pistolnicí, členkou Rolandova ka-tet a rovněž Eddieho manželkou.
Později se v příběhu objeví i Mia, dcera nikoho, stvořená jen pro to aby donosila a porodila chlapíčka, jak říkala s oblibou o dítěti počatém při vyvolávání Jakea z New Yorku. V tomto rituálu podstoupila Susannah „sexuální styk s démonem“, který ji nakonec oplodnil ukradeným spermatem od Rolanda. Podle Karmínového krále má chlapíček zahubit svého otce, tedy Rolanda.